# 사인심문

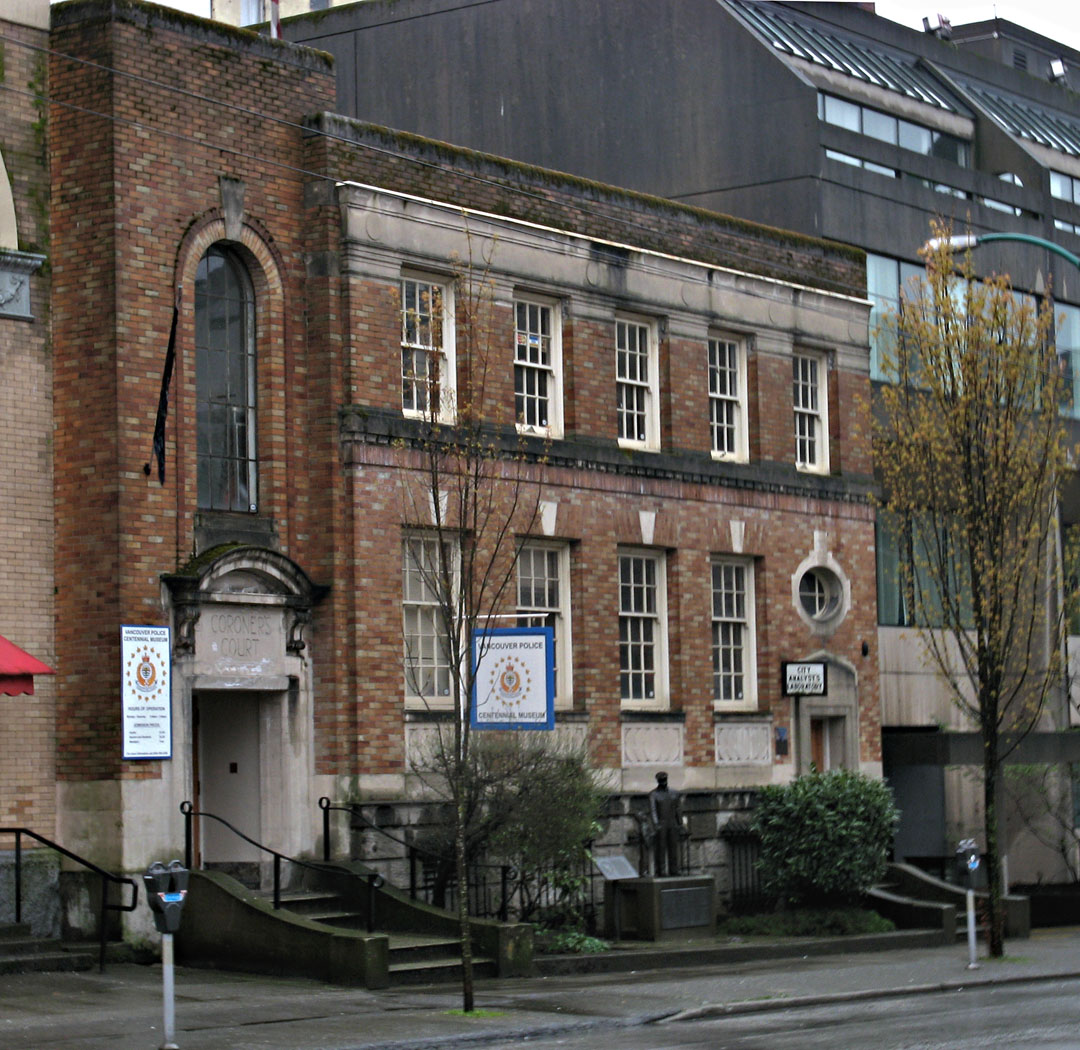
검시관 재판소(밴쿠버)

사인심문(死因審問,〔영〕inquest)은 영미법국에서의 사법 제도로, 사람이 사망했을 경우(특히 부자연사·이상사의 경우)에, 검시관(coroner)이 그 사인을 조사(검시) 하기 위한 , 원칙으로서 공개로 행해지는 심문 수속이다. 검시심문(検死審問) 등으로도 번역한다. 잉글랜드 웨일스에서는, 일정한 경우에는 배심 (검시 배심)이 심문을 실시한다.

## 잉글랜드 웨일스에서의 사인 심문
사람의 사망에 대해 사인 심문이 필요하다고 생각되는 경우에는, 몇 사람이나, 그 사망을 검시관에 보고하는 일반적 의무가 있다. 그러나, 이 의무는, 실제로는 거의 실효성을 가지지 않고, 담당의 등록계(registrar)가 보고 의무를 지게 된다. 등록계는, 다음의 경우에는 사람의 사망을 보고하지 않으면 안 된다.
- 사망자가 병상 말기에 의사의 입회를 받지 않았을 때
- 사후 또는 죽음의 14일전 이후에 사망자를 본 의사에 의한, 사인의 확인을 하지 않을 때
- 사인이 불명할 때
- 등록관이 사인이 부자연스럽다, 폭력 행위, 니글렉트 혹은 낙태에 의한 것이다, 또는 의심스러운 상황으로 일어났다고 믿을 때
- 외과 수술 안의 죽음, 또는 마취를 실시하고 있는 동안의 죽음일 때
- 사인이 업무상의 질병일 때

검시관은, 다음의 경우에는 사인 심문을 실시하지 않으면 안 된다.
- 죽음이 폭력 행위에 의할 때, 또는 부자연스러울 때
- 돌연사이며, 한편 사인이 불명한 때
- 형무소 또는 경찰의 유치장에서의 죽음일 때

사인이 불명한 경우, 검시관은, 죽음이 폭력 행위에 의하는 것인지 아닌지를 판단하기 위해서, 검시 해부(post mortem examination)를 명할 수 있다. 죽음이 폭력 행위에 의하지 않았다는 것을 알았을 때는, 사인 심문은 불필요하다.
2004년, 잉글랜드·웨일즈에서, 51만 4000명이 사망해, 그 중 22만 5500건이 검시관에 부탁되었다. 그 중 11만 5800건이 검시 해부에 첨부 되어 2만 8300건의 사인 심문을 했다. 그 중 570건이 배심에 의하는 것이다.

### 배심의 필요와 불필요
검시관은, 다음에 드는 사례에 해당하는 경우, 사인 심문 때문에, 배심을 소환해야 한다. 검시관은, 그 이외에도, 스스로의 재량으로 배심을 소환할 수 있다.
1. 형무소 또는 경찰의 유치장에서의 죽음인 경우.
2. 경찰관의 직무 집행에 임한 죽음인 경우.
3. 노동에서의 건강과 안전등에 관한 법률(en:Health and Safety at Work etc. Act 1974) 에 들어맞는 사망의 경우.
4. 사람의 사망이 공중의 건강 혹은 안전하게 영향을 미치는 경우.

### 사인심문의 범위
사인심문의 목적은, 다음의 네 개의 점을 분명히 하는 것이다.
- 사망자의 신원
- 사망의 장소
- 사망의 일시
- 사인

증거는, 이러한 문제에 대답하는 것만을 목적으로 한 것이 아니면 안되며, 그 이외의 증거는 허용되지 않는다. 사인심문의 목적은, 「사망자가 어떠한 사정으로 사망했는지」라는 넓은 주변 사정을 확인하는 것은 아니고, 「사망자가 어떻게 죽음에 이르렀는지」라는, 보다 좁게 한정된 문제에 대답하는 것이다. 게다가 형사상·민사상의 책임에 대해 판단하는 것은 사인심문의 목적이 아니다. 예를 들면, 재감자가 독방에서 목을 매달았을 경우, 사인은 교수라고 하면 충분하고, 형무소 직원의 태만·부주의가 해당 재감자의 심리 상태에 영향을 준 것은 아닌가, 그에 따라 교수의 기회를 주게 된 것은 아닐까 말한 주변 사정을 조사하는 것이 목적이 아니다. 무엇보다, 사인심문은, 공익상 요구되는 정도까지는, 사실을 분명하게 해야 한다.
유럽 인권 조약 2조에서, 각국 정부는, 「합리적으로 실행 가능한 범위에서 최대한, 생명을 보호하기 위한 법, 예방 조치, 수속 및 법집행 수단의 골조를 확립한다」일이 요구되고 있다. 유럽 인권 재판소는, 이 규정을, 공무원이 관여하고 있을 가능성이 있는 죽음에 대해서, 어떠한 것도, 독립한 정부 기관에 의한 조사가 필요하다고 해석하고 있다. 1998년 인권법(en)의 시행 이래, 이러한 사건에 한해서는, 사인심문은 「어떠한 방법으로, 그리고 어떠한 상황으로」사망했는가 하는 것보다 넓은 문제를 검토하게 되어 있다.
재해(예를 들면 킹즈 크로스의 화재(en))의 경우는, 몇 사람의 죽음으로 붙어 정리해 1회의 사인심문을 하는 일이 있다. 그러나, 1887년에 아일랜드 미첼 타운에서 몇 사람의 항의자가 경찰에 사살된 사건에서는, 공통으로 행해진 검시 배심에 의한 인정이, 사망 때와 장소가 각각 다르다는 이유로 파기되었다.

### 수속
사인심문은, 검시관 규칙에 준거해 행해진다. 검시관은, 근친자, 증인 심문권을 가지는 사람, 심리의 대상이 되는 행위를 한 사람에 대해, 고지를 실시한다. 사인심문은, 안전 보장 위의 진정한 문제가 있는 경우를 제외해, 공개로 행해진다.
사망자의 친족과 같이 수속에의 이해관계를 가지는 개인, 증인으로서 출두하는 개인, 및 사망에 관계되어 어떠한 책임이 추궁당할 가능성이 있는 개인 또는 조직은, 검시관의 재량에 의해, 변호사를 첨부한다. 증인은, 자기부죄거부 특권이 있는 경우 외는, 증언을 강제당한다.

### 평결
강제력은 없지만, 이하의 분류에 따라서 평결을 내는 것이 강하게 추천 되고 있다.
- 제1카테고리
  - 자연사
  - 업무상의 질병
  - 약물 의존, 또는 비의존성의 약물 남용
  - 출산 시간의 부주의
  - 불충분한 감독과 보호, 또는 셀프 니글렉트
- 제2카테고리
  - 자살
  - 낙태 미수, 또는 자신 때문에 낙태
  - 뜻하지 않은 사고
  - 사형의 집행
  - 위법성의 조각되는 살해 행위
  - 사인 불명
- 제3카테고리(불법인 살인)
  - 모살 (murder)
  - 고살 (manslaughter)
  - 영아살
- 제4카테고리
  - 사산

2004년에 행해진 사인 심문 가운데, 37%가 뜻하지 않은 사고, 21%가 자연사, 13%가 자살, 10%가 사인 불명, 19%가 그 외라는 결과다.

### 개혁
현재의 제도에 대한 불만, 특히 연속 살인범의 할로루도 십만의 검거에 실패했다고 받아들여진 것으로부터, 사인심문의 개혁이 제안되고 있다. 그것을 위한 개정 초안이, 2006년 6월 12일에 발표되었다. 그 골자는 다음과 같다.
- 유족이 검시관의 조사에 참가할 권리를 확대하는 것
- 업무를 지도·감독하기 위해서 「수석 검시관」의 일자리를 새롭게 마련하는 것
- 새로운 관할구역에, 상임의 검시관을 두는 것
- 검시관의 조사 권한을 확대하는 것
- 검시관의 조사 및 판단에 대한 의료측의 협력 태세를 개선하는 것
- 전국적으로 직무를 실시하는 매장물 조사관(treasure coroner)의 일자리를 신설해, 매장물에 관한 관할은 이에 주는 것[24]

## 같이 보기
- 공개조사

## 참고 문헌
법령
- Coroners Act 1988 (c. 13)  (The UK Statute Law Database)
- rules.html Coroners Rules 1984[깨진 링크(과거 내용 찾기)], SI 1984/No. 552(개정: 2007년 10월 21일=동일 시행)(Coroners' Law Resource)

문헌
- Bishop, M. (2004). “Coroners' Law Resource”. King's College London. 2007년 8월 6일에 원본 문서에서 보존된 문서. 2007년 9월 22일에 확인함.
- Department for Constitutional Affairs (2006). “Coroners Service Reform Briefing Note” (PDF). 2008년 11월 6일에 원본 문서 (PDF)에서 보존된 문서. 2008년 12월 10일에 확인함.
- Dorries, C. (2004). 《Coroners Courts: A Guide to Law and Practice》 2판. Oxford: Oxford University Press. ISBN 0471967211.
- Home Office (2003a). “Death Certification and Investigation in England, Wales and Northern Ireland: The Report of a Fundamental Review 2003” (PDF). 2007년 9월 25일에 원본 문서 (PDF)에서 보존된 문서. 2008년 12월 12일에 확인함.
- u.a. (2003b). “Third Report into Death Certification and the Investigation of Deaths by Coroners” (PDF). 2007년 9월 25일에 원본 문서 (PDF)에서 보존된 문서. 2008년 12월 12일에 확인함.
- u.a. (2004). “Reforming the Coroner and Death Certification Service: A Position Paper” (PDF). ISBN 010-161592-2. 2008년 12월 12일에 확인함.
- Knight, Bernard (2007). “CROWNER: Origins of the Office of Coroner”. 2005년 12월 10일에 원본 문서에서 보존된 문서. 2008년 12월 12일에 확인함.
- Levine (1999). 《Coroners＇Courts》. Sweet & Maxwell. ISBN 0752 00607X.
- Lord Mackay of Clashfern (ed.) (2006) Halsbury's Laws of England, 4th ed. reissue, vol.9(2), "Coroners"
- Matthews, P. (2007). 《Jervis on Coroners》 13 rev판. London: Sweet & Maxwell. ISBN 1847031145.
- Thomas, T; Thomas, C. (2002). 《Inquests: A Practitioner's Guide》. London: Legal Action Group. ISBN 0-905-09997-4.